# Discovery Channel Telescope
Discovery Channel Telescope – 4,3-metrowy teleskop w Obserwatorium Lowella (Flagstaff w Arizonie). Nazwany został na cześć jednego z fundatorów: Discovery Communications, właściciel Discovery Channel i kanałów pochodnych. Budowa została zakończona w 2012 roku (uroczystość prezentacji obrazów tzw. pierwszego światła teleskopu odbyła się 21.07.2012 r.). Teleskop znajduje się na terenie Coconino National Forest, na wysokości 2365 metrów n.p.m. Budowla pochłonęła ok. 53 mln $. Jest piątym pod względem wielkości teleskopem w kontynentalnej części USA.

## Teleskop
Teleskop zbudowany został według standardów Ritcheya-Chrétiena – wyposażony w hiperboliczne zwierciadło. Teleskop skonfigurowany jest tak, by idealnie wyłapywać i obrazować fale podczerwieni. Swym zasięgiem ma obejmować znaczną część półkuli północnej. Inżynierowie twierdzą, iż nowinki techniczne, zastosowane w urządzeniu, postawią go wyżej w hierarchii możliwości niż typowe systemy kamer Ritcheya-Chrétiena.

## Budowa
Lowell Observatory i Discovery Communications podjęły współpracę w lutym 2003 roku. Specjalne zezwolenie na budowę na terenie chronionym partnerzy otrzymali od United States Forest Service w listopadzie 2004 roku. Budowa zaczęła się natychmiast. Zwierciadło podstawowe skończono pod koniec 2005 roku. Budowę budynku i osłony teleskopu rozpoczęto w połowie września 2005 roku. Proces polerowania zwierciadła potrwał trzy lata i został przeprowadzony przez kolegium optyczne w Uniwersytecie Arizońskim. Pierwsze promienie światła teleskop ujrzał w lipcu 2012 roku, a pełną funkcjonalność osiągnął w dalszej części 2012 roku.

## Badania naukowe
Discovery Channel Telescope zostanie zastosowany do szerokiej gamy tematów badawczych, obejmujących astrofizykę i obserwację ciał niebieskich. Teleskop będzie także wypatrywał asteroid przelatujących w pobliżu Ziemi. Ważnym elementem badań będzie obserwacja ciał z obrębu Pasa Kuipera i planet pozasłonecznych. Zajmie się także obserwacją „żłobków” gwiezdnych w naszej Galaktyce. DCT zajmie się także badaniem gwiazd podwójnych oraz pyłu międzygwiezdnego, powstającego po wybuchu supernowej.